# La Selva del Camp
La Selva del Campo (La Selva del Camp) là một đô thị trong comarca Baix Camp, tỉnh Tarragona, cộng đồng tự trị Catalonia, Tây Ban Nha. Dân số năm 2008 là 5.369 người.